# 希利斯堡 (印地安納州)
希利斯堡（英語：Hillisburg）是位於美國印地安納州克林頓縣的一個非建制地區。該地的面積和人口皆未知。

## 地理
希利斯堡的座標為40°17′11″N 86°20′21″W / 40.28639°N 86.33917°W，而該地的平均海拔高度為280米（即919英尺）。